# Sonderaktion 1005

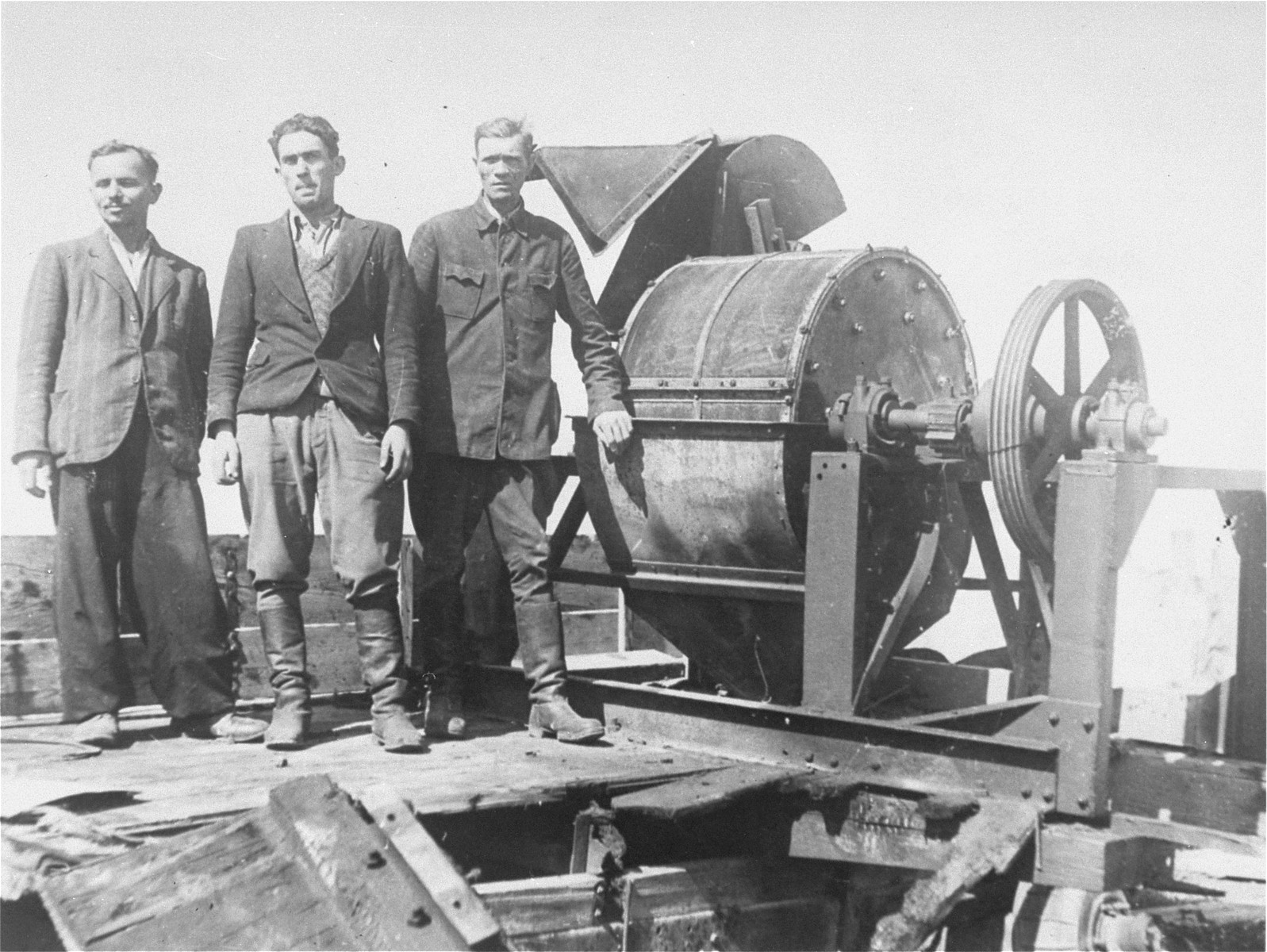
Membres du Sonderkommando 1005 posant auprès d'une machine à broyer les os, dans le camp de concentration de Janowska.

Sonderaktion 1005, ou encore Aktion 1005, ou Enterdungsaktion (« action d'exhumation ») ou opération 1005 en français a été une opération menée par les nazis pendant la Seconde Guerre mondiale afin d'effacer les traces des exécutions de masse effectuées au cours de l’Aktion Reinhard pendant la Shoah polonaise. Le nom de l'opération vient du classement d'une lettre écrite par les voisins de fosses communes remplies de cadavres pour protester contre l'odeur que celles-ci répandaient.

## Origine
La décision d'effacer systématiquement les traces des massacres en brûlant les cadavres des juifs exécutés lors de la Shoah par balles fut prise au premier semestre 1942. Le plus ancien document faisant référence à une opération 1005 date du 28 février 1942. Il s'agit d'une réponse de Heinrich Müller, chef de la Gestapo, à Martin Luther, responsable des questions juives au ministère des Affaires étrangères. Ce dernier avait reçu une lettre anonyme d'un Allemand du Warthegau se plaignant de voir des cadavres de juifs sans sépulture. Il s'agit sans aucun doute des fosses communes de Chelmno, le premier camp d'extermination. La Wehrmacht, les civils allemands et la population locale se plaignaient plus généralement de cet état de fait. La réponse d'Himmler fut double : développement des fours crématoires dans les camps d'extermination et effacement, sous la responsabilité de Paul Blobel, des exécutions des Einsatzgruppen à l'Est. C'est à Chelmno que furent menés les premiers essais. La méthode de destruction des corps dans des bûchers à l'air libre fut vite choisie pour son efficacité. 
Les historiens formulent d'autres hypothèses sur les origines de l'opération 1005. Les nazis envisageant la possibilité d'une défaite dès 1942 auraient voulu effacer les traces de leurs crimes. Ils voulaient aussi supprimer toute trace des Juifs afin de les faire complètement disparaître de la surface de la Terre.

## Déroulement
Paul Blobel s'installa à Łódź pour mener à bien l'opération 1005. En ce qui concerne les fosses des exécutions à l'Est, il a fallu mener un travail considérable de localisation grâce aux informations du RSHA. Progressivement, l'opération 1005 toucha l'ensemble des territoires occupés d'URSS, y compris les pays Baltes. Menée dans le plus grand secret de 1942 à 1944, l'opération a mobilisé des détenus juifs des camps de concentration formant des Sonderkommandos. Ils étaient ensuite assassinés. Certains parvinrent cependant à s'évader. Ils purent donner des informations sur l'opération 1005.
Le travail des Sonderkommandos fut rapidement divisé en tâches spécifiques comme dresser le support, ouvrir les fosses, sortir les cadavres. Certains devaient arracher les dents en or. D'autres étaient responsables du combustible, du feu. D'autres enfin pilonnaient les cendres. L'opération devait être menée dans le plus grand secret, mais elle ne pouvait pas passer inaperçue : odeur pestilentielle des corps en train de brûler, feux visibles la nuit de très loin…
Au Procès de Nuremberg, le SS-Hauptsturmführer Dieter Wisliceny a ainsi témoigné :

« En novembre 1942, dans le bureau d'Eichmann à Berlin, j'ai rencontré le Standartenführer Blobel [sic], qui dirigeait le Kommando 1005, spécifiquement chargé de supprimer toute trace de la solution finale (extermination) du problème juif par les Einsatzgruppen ainsi que toutes les autres exécutions. Le Kommando 1005 a opéré de l'automne 1942 à septembre 1944 au moins et a été pendant toute cette période sous l'autorité d'Eichmann. Cette mission a été organisée lorsqu'il était devenu évident que l'Allemagne ne pourrait conserver les territoires occupés à l'est et qu'il a été alors jugé nécessaire d'effacer toutes les traces des exécutions criminelles qui avaient été commises. À Berlin en novembre 1942, Plobel [sic] a fait un rapport devant l'équipe de spécialistes de la question juive d'Eichmann dans les territoires occupés. Il a parlé d'incinérateurs spéciaux qu'il avait construit pour être utilisés par le Kommando 1005. Celui-ci devait exhumer les corps des personnes précédemment exécutées et les incinérer. Le Kommando 1005 a opéré en Russie, en Pologne et autour de la mer Baltique. J'ai revu Blobel [sic] en Hongrie en 1944 et il a certifié en ma présence à Eichmann que la mission du Kommando 1005 avait été menée à bien. »

## Fictions
L'opération 1005 a été décrite dans la série télévisée War and Remembrance (1987).
Elle est également décrite dans le roman Une mort à Vienne (A Death In Vienna) de Daniel Silva (2005) et dans la série de bande-dessinée Airborne 44 de Philippe Jarbinet (Demain sera sans nous).